# Shibuya (VIVA)
shibuya war eine von 2005 bis 2007 auf dem deutschen Musikfernsehsender VIVA ausgestrahlte Karaoke-Sendung, die von Gülcan Karahancı moderiert wurde.

## Erfolg
Im Frühjahr 2006 war Shibuya in der Zielgruppe der 14- bis 49-Jährigen die erfolgreichste Show-Sendung von VIVA.
Am 28. März 2007 startete die dritte Staffel, für die im Frühjahr die Castingaufrufe im Programm von VIVA gestartet waren.

## Ablauf
In jeder Ausgabe treten vier Kandidaten gegeneinander an.
In der ersten Runde darf jeder der vier Teilnehmer ein eigens ausgewähltes Lied singen. Die Jury, die in der seit 18. Mai 2006 ausgestrahlten zweiten Staffel aus Joachim Deutschland, Lucy Diakovska und Lukas Hilbert besteht, bewertet den Song auf einer Skala von 1 bis 10, wobei 10 die Höchstpunktzahl ist. Wer am Schluss der Runde die niedrigste Punktzahl hat, muss die Bühne verlassen.
Die übrig gebliebenen drei Teilnehmer treten in der nächsten Runde, der „Stäbchenrunde“, gegeneinander an. Dabei zieht jeder Teilnehmer ein asiatisches Essstäbchen, dem ein Titel zugewiesen ist. Den ausgewählten, eventuell dem Kandidaten unbekannten Titel muss ein jeder Teilnehmer mit Hilfe des Liedtextes singen. Es scheidet wieder der Mitstreiter mit der niedrigsten Punktezahl aus.
Die letzten beiden Teilnehmer treten im Finale gegeneinander an, in der sogenannten „Keksrunde“ oder „Glückskeksrunde“. Zuerst zieht der Finalist, welcher in der vorigen Runde mehr Punkte erzielt hat, einen Glückskeks, welchem ein Zettel mit einem Lied inne liegt. Bei Bedarf kann er das gezogene Lied weitergeben. Anschließend zieht der zweite Finalist einen Keks, um ein Lied zu singen.
Der Gewinner des Wettbewerbs bekommt die „Shibuya-Medaille“ und 1.000 Euro und trägt zum Abschluss der Sendung abermals seinen Gewinnersong vor. Er nimmt in der nächsten Sendung wieder teil, die anderen drei Teilnehmer werden pro Sendung ersetzt.

## Die Jury
- Ben, deutscher Sänger und Moderator (Weihnachts-Special; Lovesongs-Special)
- Denyo 77, afrodeutscher Rapper (Staffel 1, diskontinuierlich)
- Doreen Steinert, deutsche Sängerin (Staffel 1, diskontinuierlich; Weihnachts-Special)
- Fiona Erdmann, deutsches Model (Lovesongs-Special)
- Lucy Diakovska, deutsch-bulgarische Sängerin (Staffel 1–3)
- Lukas Hilbert, deutscher Sänger, Songwriter, Musikproduzent und Komponist (Staffel 2–3)
- Joachim Deutschland, deutsch-amerikanischer Rockmusiker (Staffel 1–3)
- Jörn Schlönvoigt, deutscher Schauspieler und Sänger (Weihnachts-Special)
- Pat Boinet, deutscher Musiker (Staffel 1, diskontinuierlich)
- Ross Antony, britischer Sänger und Musicaldarsteller (Lovesongs-Special)

## Hintergrundinformationen und Bemerkenswertes
- Der Name der Show leitet sich von dem gleichnamigen Vergnügungsviertel Shibuya in der japanischen Hauptstadt Tokio ab, vermutlich weil dieses eine reichhaltige Karaoke-Industrie bietet.
- Die Titelmusik ist ein Ausschnitt aus dem Stück Twiggy Twiggy der 2002 aufgelösten japanischen Popgruppe Pizzicato Five.

### Erwähnenswerte Gewinner
- Thuy Pham hält mit fünf Gewinnen den Rekord innerhalb der Sendung.
- Elvira Michieva und Romina Reinhardt, zwei Teilnehmerinnen der zweiten Staffel, trafen sich bei der Fernseh-Castingshow Popstars 2006 wieder, wo beide es unter die letzten elf Kandidatinnen schafften. Reinhardt verlor in der letzten Ausgabe der Staffel bei der Telefonabstimmung gegen Mandy Capristo und wurde kein Mitglied der Gewinnerband Monrose. Michieva war von Anfang 2007, bis zur Auflösung 2008, Sängerin in der Mädchengruppe Bisou.
- Der zweifache Shibuya-Gewinner Julian Kasprzik nahm, noch vor seiner Teilnahme an der Karaokesendung, 2005 an der dritten Staffel von Deutschland sucht den Superstar teil, wo er es unter die letzten 10 männlichen Kandidaten schaffte. Im Jahr 2007 wurde er durch seine Teilnahme bei der Castingsendung Popstars on Stage ein Mitglied der Band Room2012.
- Manuel Mairhofer, der eine Sendung für sich entscheiden konnte und hinter Thuy und Carl den 3. Platz im Finale der 2. Staffel belegte, stand bei der vom ORF produzierten Castingshow Starmania unter den letzten 48 Kandidaten der 1. Staffel. Daraufhin wurde eine Single-CD produziert. Um diese zu promoten, hatte er zahlreiche Auftritte mit der Viertplatzierten dieser Show – Anita Ritzl alias Niddl.